# Compagnie des mines de Ligny-les-Aire
La Compagnie des mines de Ligny-lès-Aire est une compagnie minière qui a exploité la houille dans les concessions de Fléchinelle et d'Auchy-au-Bois dans le bassin minier du Nord-Pas-de-Calais, à l'extrême ouest. Elle prend la suite de la Compagnie des mines de Lières, qui a elle-même réuni les concessions des anciennes compagnies d'Auchy-au-Bois et de la Lys-Supérieure, fondées en 1852, et respectivement disparues en 1886 et 1884.
Créée en 1894, elle s'occupe premièrement de remanier la fosse de Fléchinelle à Enquin-les-Mines et de lui ajouter un puits no 1 bis, destiné à l'aérage. En 1900, elle ouvre la fosse no 2 - 2 bis à Ligny-les-Aire, qui devient son principal siège d'extraction. Il est opérationnel en 1904. Durant la Première Guerre mondiale, la Compagnie augmente sa production afin de participer à l'effort de guerre. En 1927, elle ouvre une fosse no 3 à Auchy-au-Bois, pour assurer l'aérage, au lieu d'ouvrir un nouveau puits, trop coûteux, elle reprend la fosse no 2 de la Compagnie des mines d'Auchy-au-Bois et la renomme fosse no 3 bis.
La Compagnie est nationalisée en 1946, et intègre le Groupe d'Auchel, mais le gisement peu rentable à exploiter entraîne la fermeture des fosses au début des années 1950.

## Historique

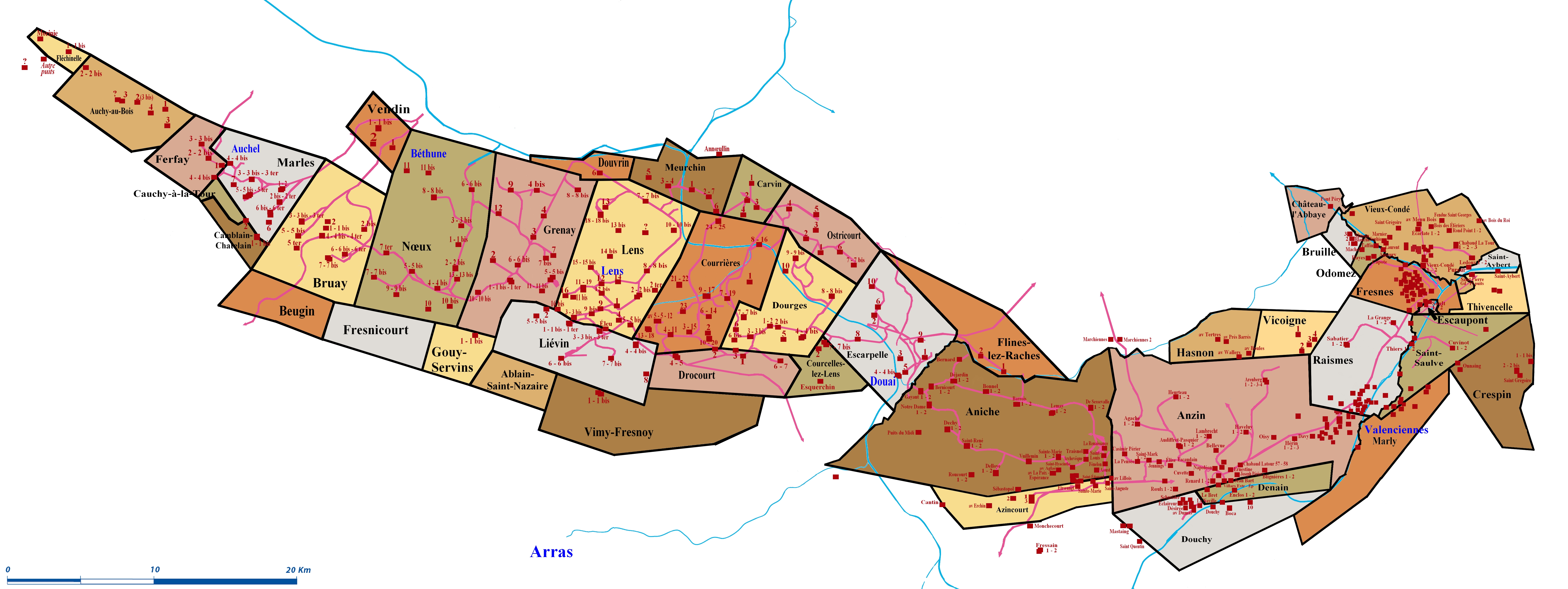
Les concessions de Fléchinelle et d'Auchy-au-Bois se trouvent à l'extrême ouest du bassin minier hors Boulonnais.

La Compagnie des mines de Ligny-les-Aire est créée en 1894 et rassemble les concessions d'Auchy-au-Bois et de Fléchinelle, sur lesquelles ont été primitivement établies la Compagnie des mines d'Auchy-au-Bois et la Compagnie des mines de la Lys-Supérieure depuis 1852, jusque leur liquidation respectivement en 1886 et 1884.
Le conseil d'administration est composé de Messieurs Demeure, Baily, Soubeiran, Courtin, Demon, Deroy et Lyon. Messieurs Baily et Poulet assurent la direction de la Compagnie. Les efforts se portent immédiatement sur la fosse de Fléchinelle, dite no 1. Les installations sont modernisées, et un puits d'aérage est ajouté la même année en 1894.
En 1899, 111 000 tonnes ont été extraites, la Compagnie emploie 429 hommes et 65 enfants au fond, et 74 hommes, 16 femmes et 18 enfants au jour. En 1900, la fosse no 2 - 2 bis est commencée sur le territoire de Ligny-les-Aire. C'est un siège d'extraction moderne qui commence à produire en 1904. Le chevalement du puits no 2 est de construction allemande, et est remarquable par le fait que sa machine d'extraction se situe au sommet de la tour. En 1903, la Compagnie emploie 554 hommes au fond et 196 au jour, et produit 112 661 tonnes. Elle produit 129 000 tonnes en 1904 et 142 000 tonnes en 1905.
La Compagnie emploie, en 1910, 702 hommes au fond et 198 au jour. La production augmente durant la Première Guerre mondiale car la concession de la Compagnie n'est pas occupée, et il faut produire pour participer à l'effort de guerre. Ainsi, en 1918, 101 000 tonnes sont extraites à la fosse no 1 - 1 bis et 135 000 tonnes à la fosse no 2 - 2 bis, la Compagnie emploie alors 1 572 ouvriers, dont 1 266 mineurs et 306 ouvriers au jour. Elle possède à cette époque une caisse de secours et 186 maisons.

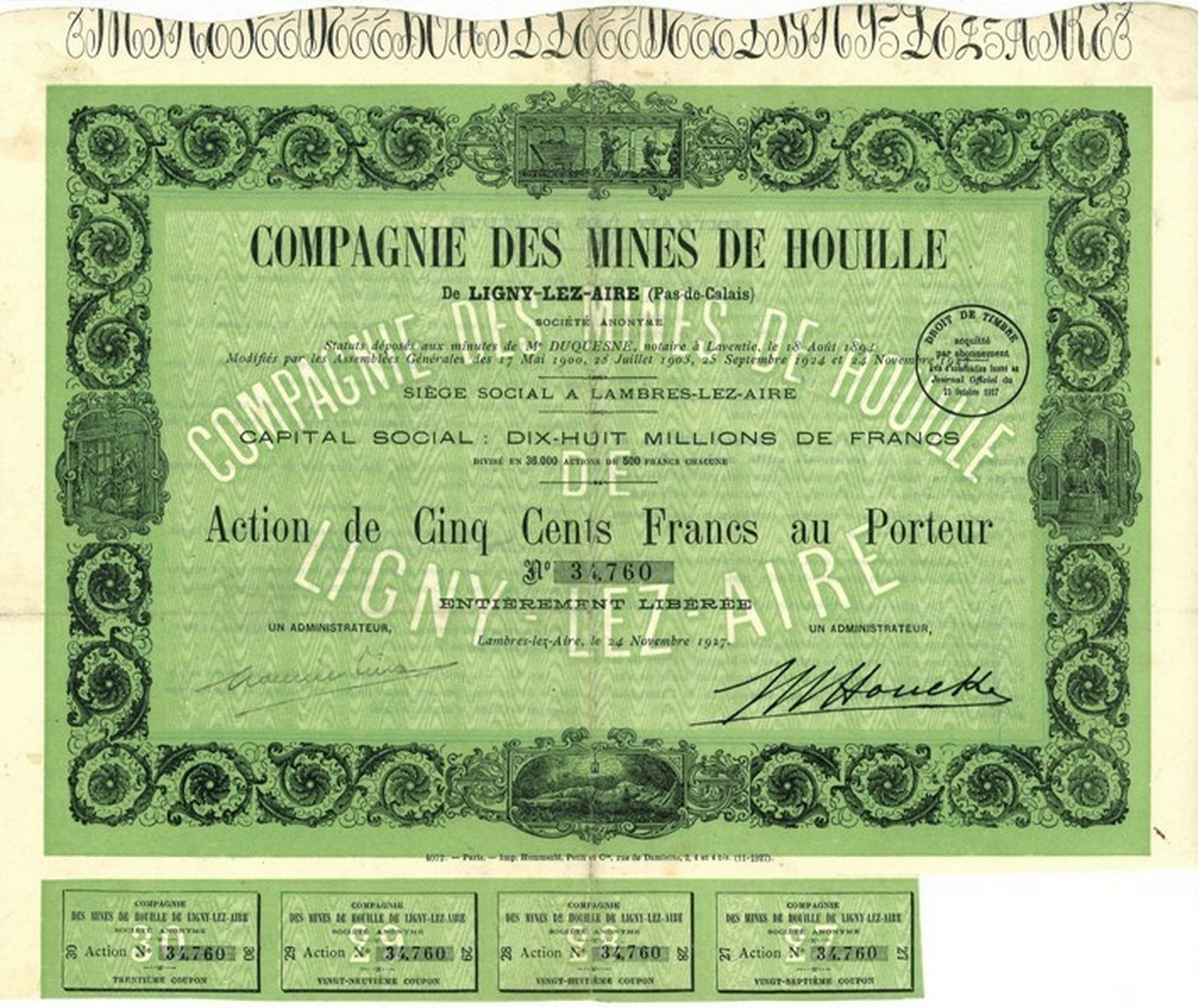
Action de 500 francs émise en 1927, quatre coupons sont encore présents.

Le directeur de la Compagnie est en 1923 M. Poulet. La Compagnie commence le 1er avril 1927 le fonçage du puits no 3 à Auchy-au-Bois. Elle réutilise l'ancien puits no 2 de la Compagnie des mines d'Auchy-au-Bois qu'elle rouvre la même année afin d'assurer l'aérage, et qu'elle renomme 3 bis. Le puits no 3 bis est lui aussi situé à Auchy-au-Bois. La fosse no 3 commence à produire en mai 1929, cette année-là, l'extraction cesse à la fosse no 1 - 1 bis, et les puits sont remblayés. La production est de 86 000 tonnes en 1934, 72 000 tonnes en 1935, 89 000 tonnes en 1936, 90 000 tonnes en 1937 et 87 000 tonnes en 1938. En 1938, l'ingénieur-directeur de la Compagnie est M. Lemaire, il est assisté dans son travail par les ingénieurs Thilha et Vaillant. Quatre cents mineurs travaillent au fond en 1939, ainsi que treize porions. Au jour, il y a 132 ouvriers et 23 surveillants.
La Compagnie des mines de Ligny-les-Aire est nationalisée en 1946, elle intègre le Groupe d'Auchel. Mais la faible production entraîne la fermeture des fosses en 1950.

## Les fosses

### Fosseno1 - 1 bis
Puits no 1
50° 35′ 08″ N, 2° 18′ 27″ E
Puits no 1 bis
50° 35′ 08″ N, 2° 18′ 30″ E

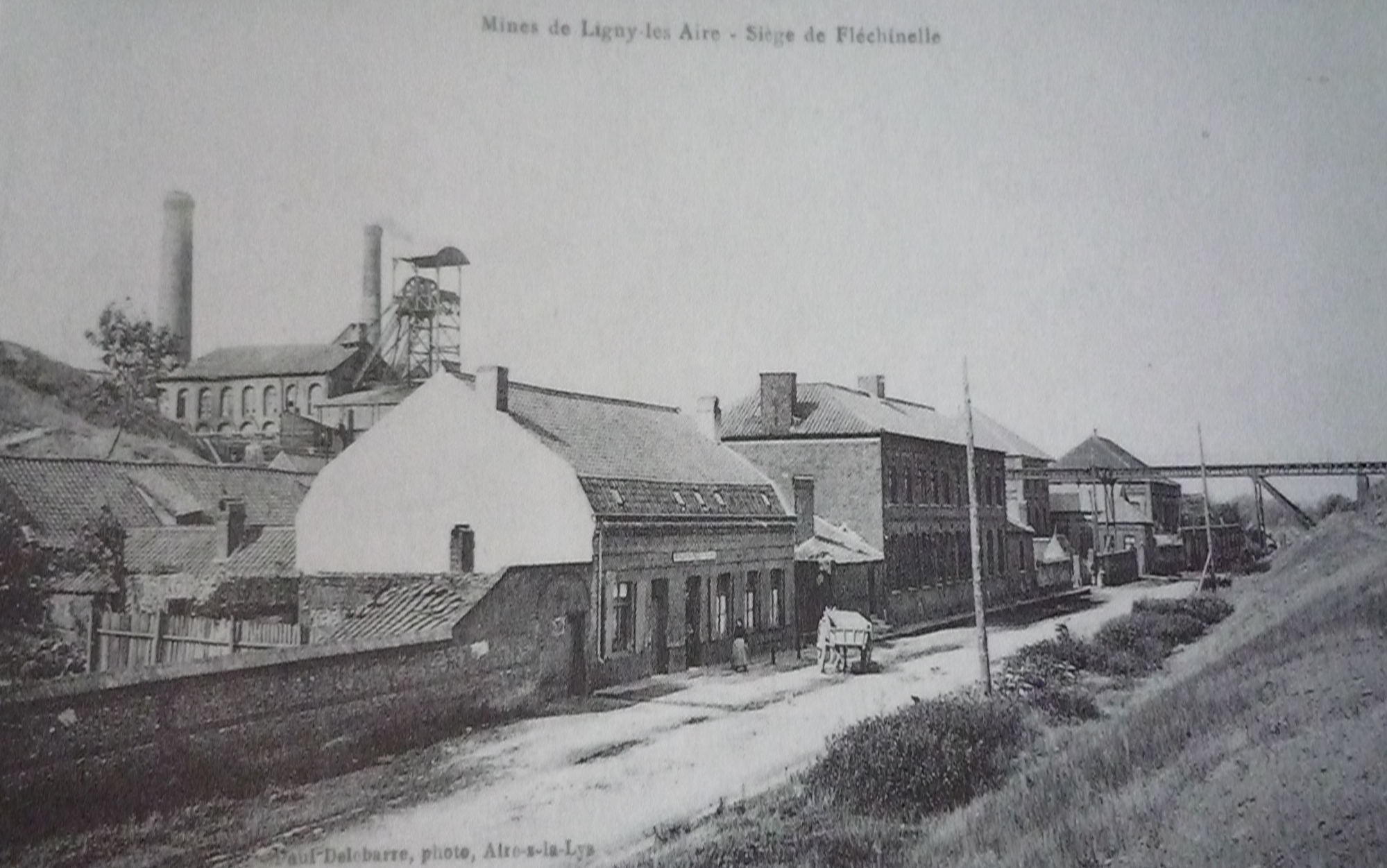
La fosse no 1 - 1 bis.

La fosse no 1 est entreprise à Enquin-les-Mines dans le hameau de Fléchinelle, qui forme une commune à part entière jusqu'en 1822,, par la Compagnie des mines de la Lys-Supérieure sur sa concession de Fléchinelle. Le fonçage commence le 22 décembre 1865, le puits, d'un diamètre de 3,40 mètres, est maçonné jusqu'à la profondeur de 17 mètres puis est cuvelé en bois d'orme à seize pans jusqu'à la profondeur de 98 mètres. La production reste cependant faible, et la Compagnie a réalisé trop d'investissements, aussi est-elle mise en faillite en 1884.
Après une reprise par la Compagnie de Lières, la Compagnie des mines de Ligny-les-Aire ouvre en 1894 le puits no 1 bis à 55 mètres du puits no 1, le nouveau puits, profond de 180 mètres et d'un diamètre de 3,75 mètres, assure l'aérage de la fosse no 1 - 1 bis. La fosse ferme le 12 août 1928 et les puits nos 1 et 1 bis, respectivement profonds de 358 et 180 mètres sont remblayés. Les fosses nos 3 et 3 bis commencent à produire en mai 1929, et remplacent la fosse no 1 - 1 bis.

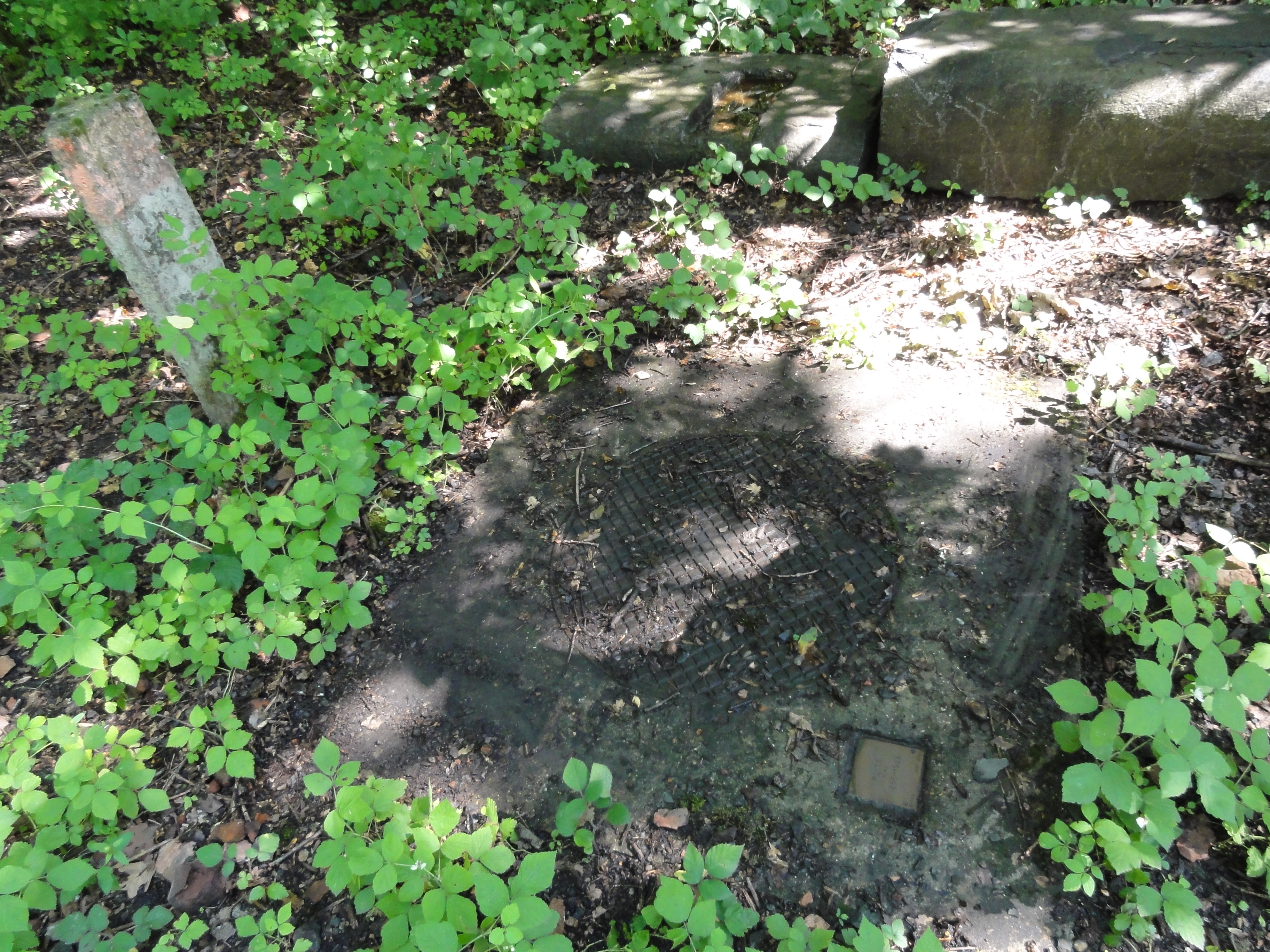
Le puits no 1.
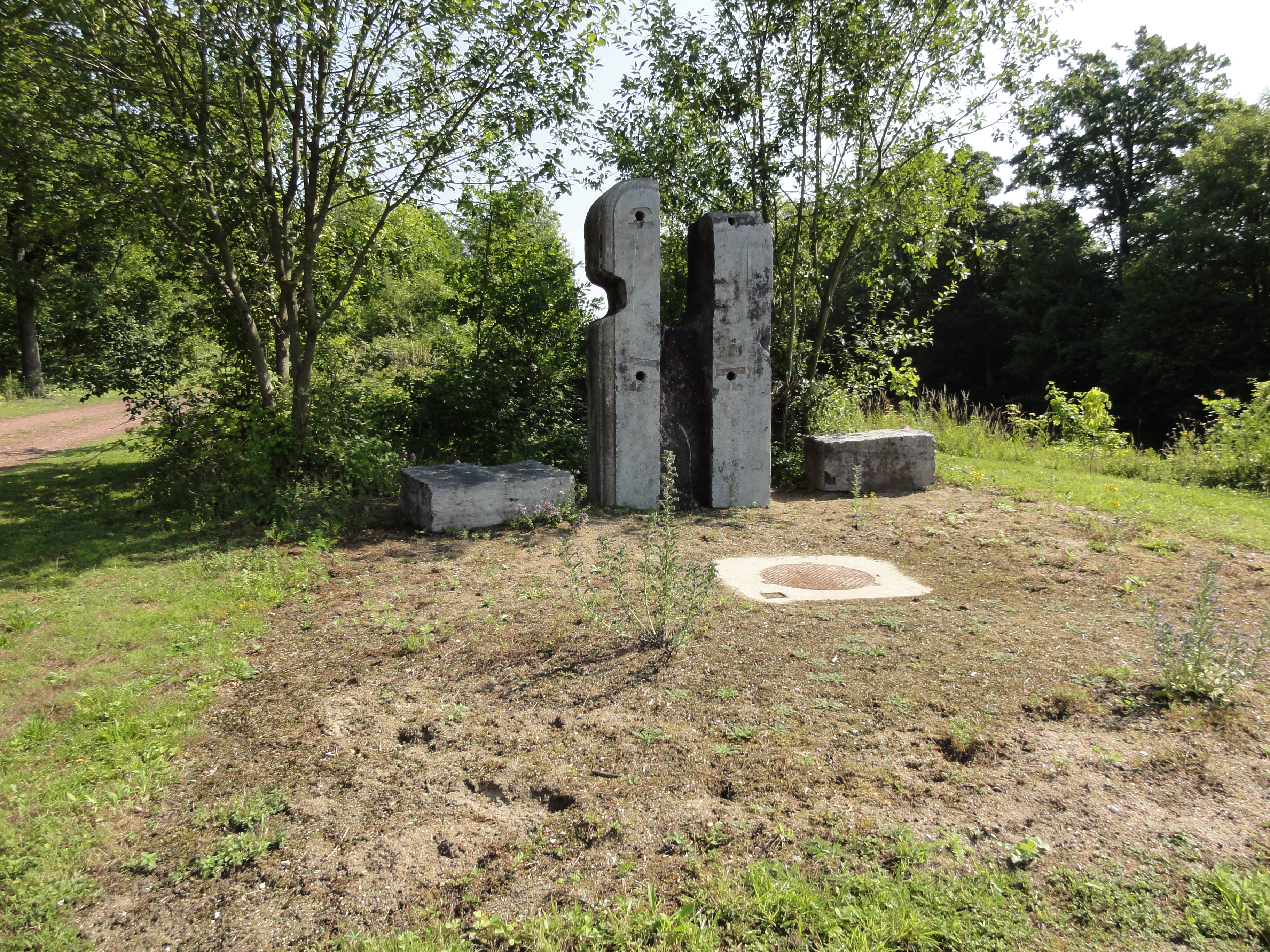
Le puits no 1 bis.
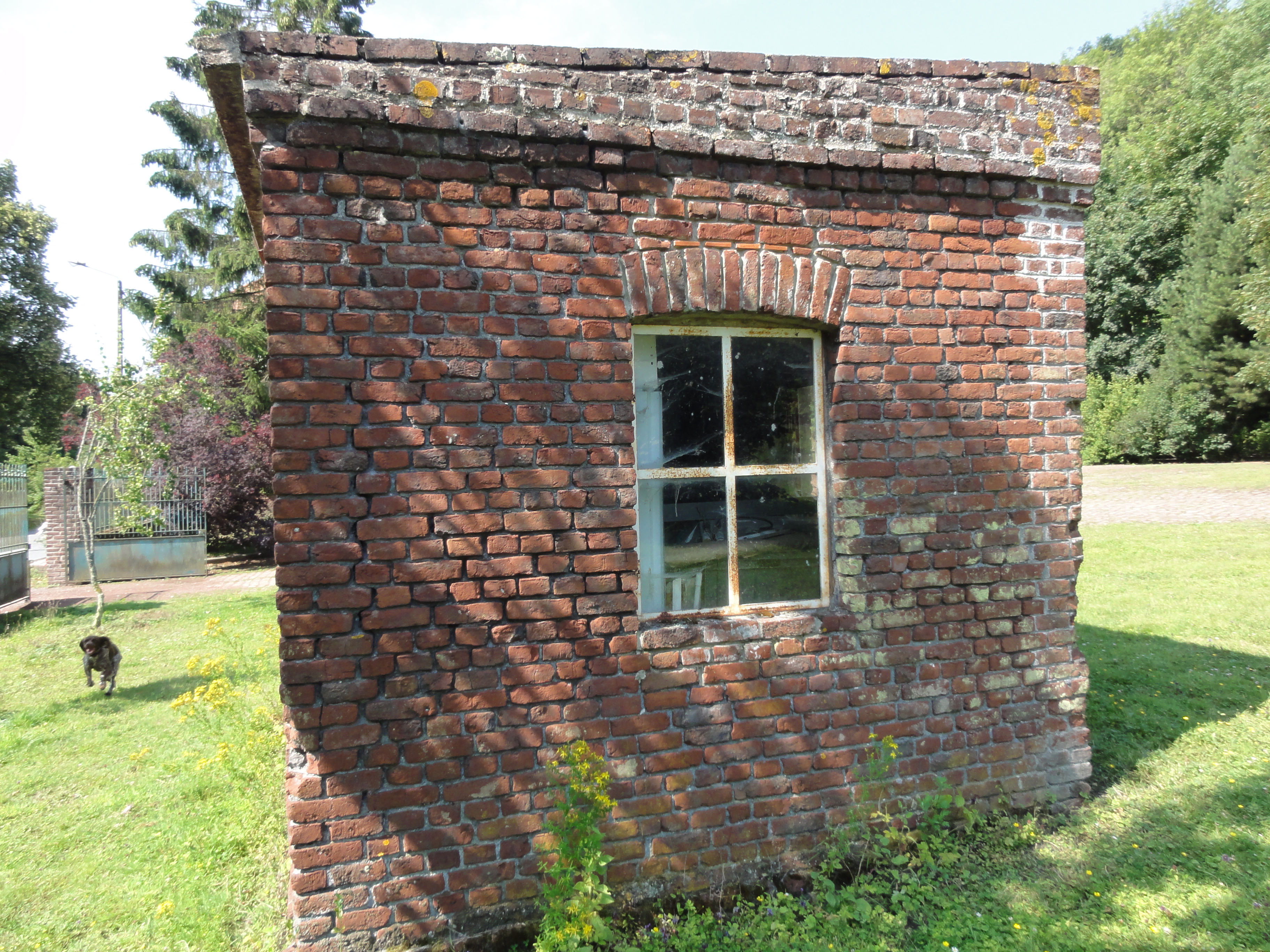
Une remise.
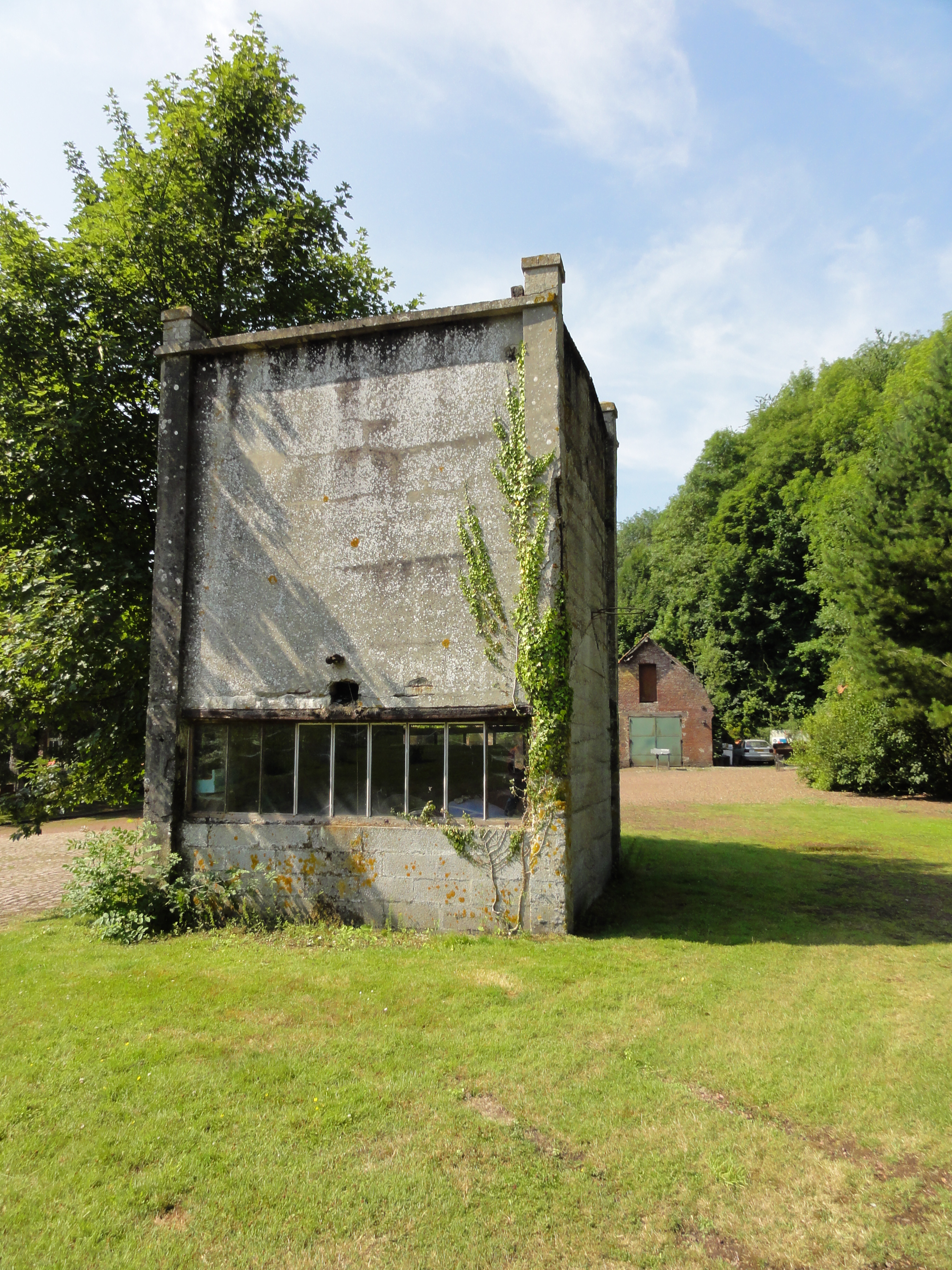
La bascule.
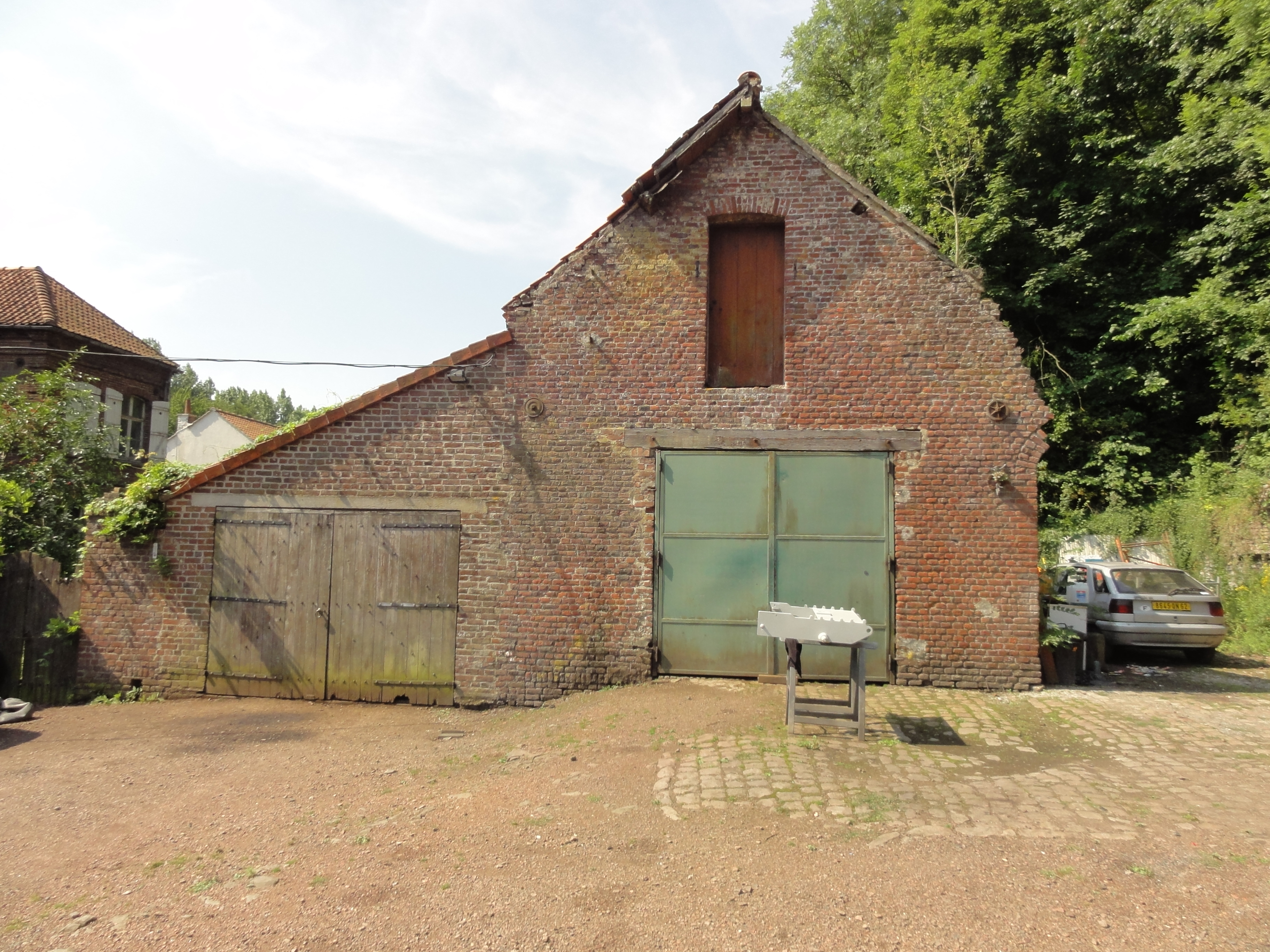
Les écuries.
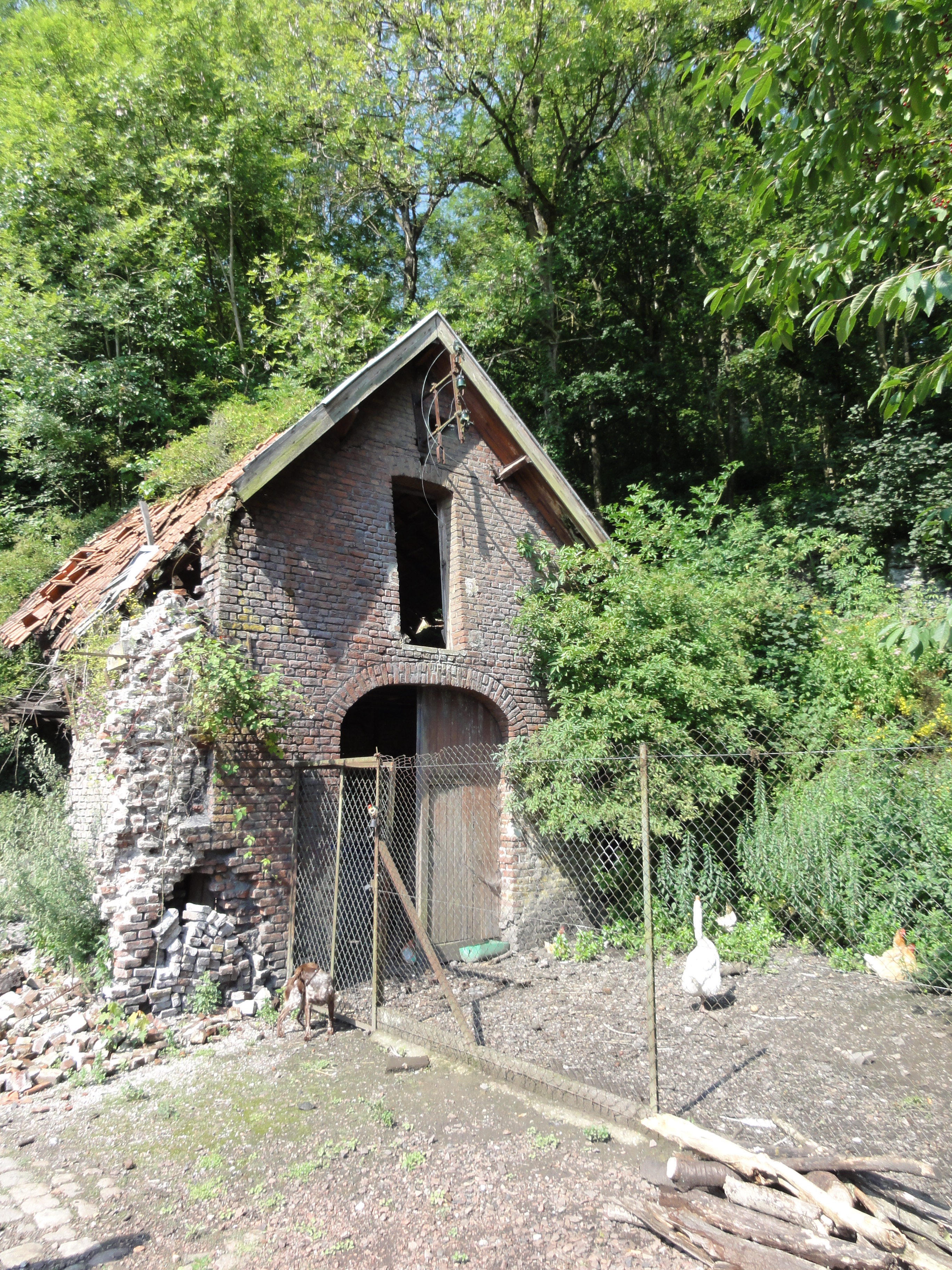
Les écuries.
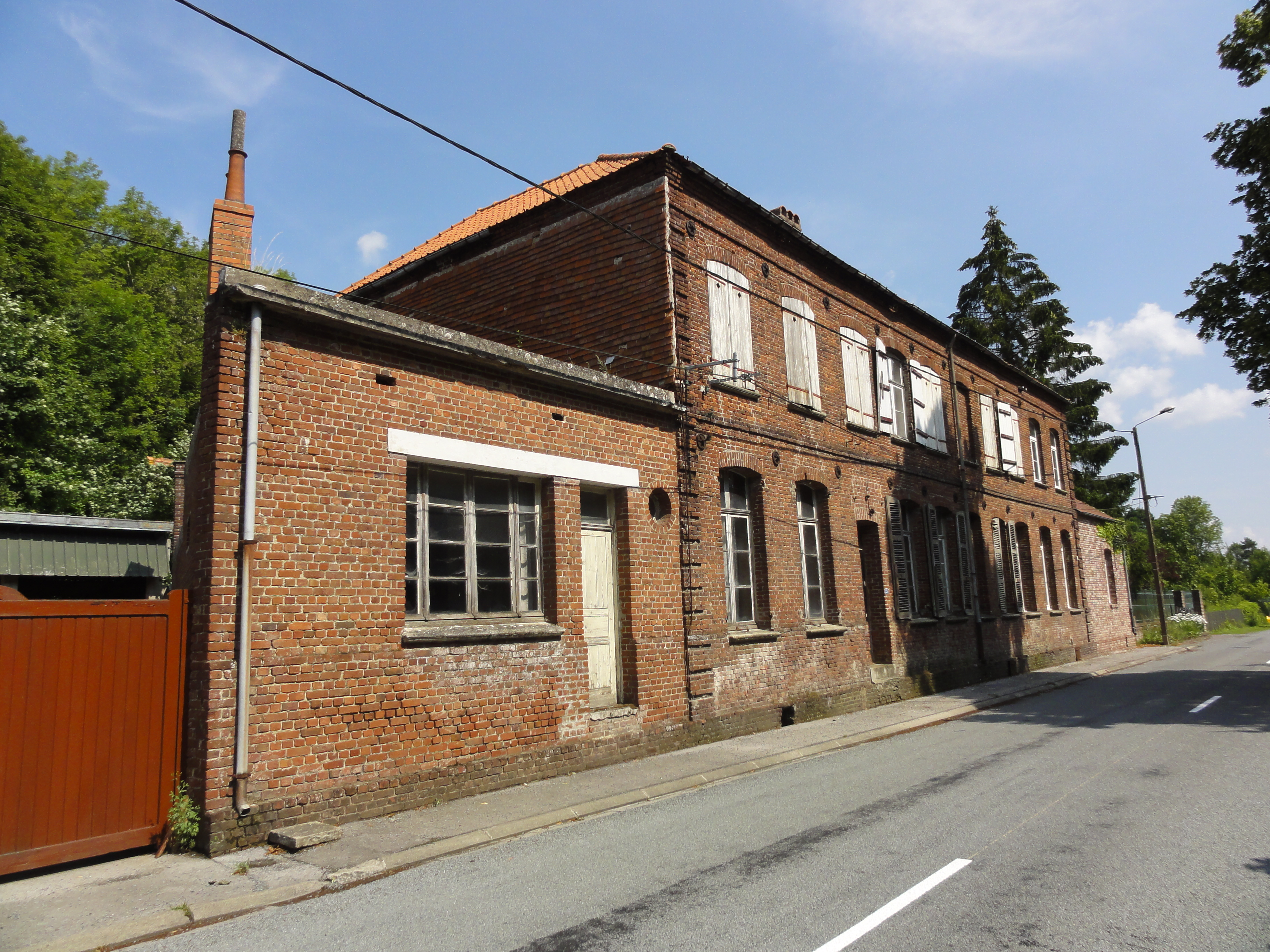
Les bureaux.
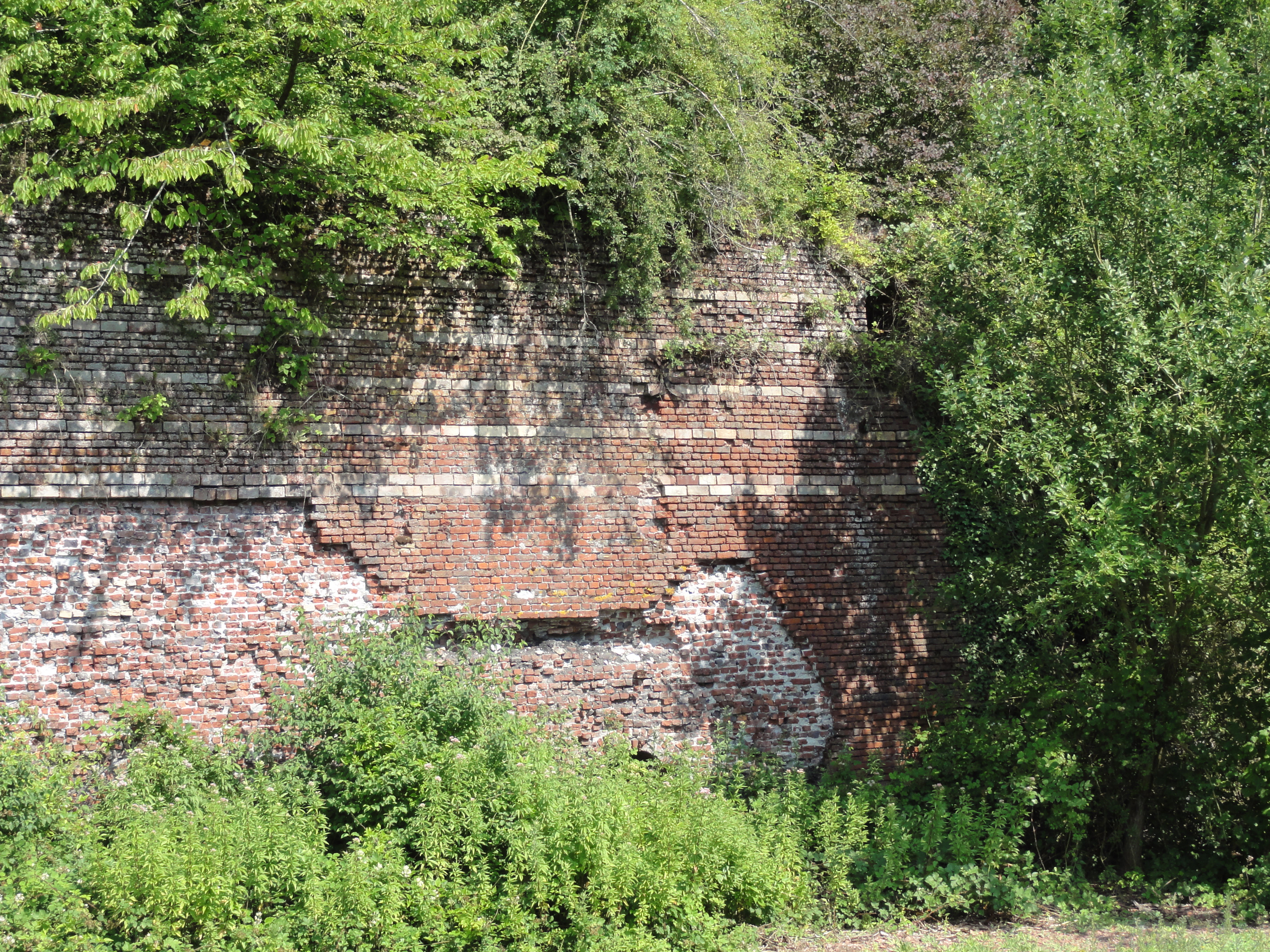
Un pan de mur, entre le puits no 1 et le triage.

### Fosseno2 - 2 bis
Puits no 2
50° 34′ 35″ N, 2° 19′ 25″ E
1900 - 1951
Puits no 2 bis
50° 34′ 34″ N, 2° 19′ 26″ E
1900 - 1951

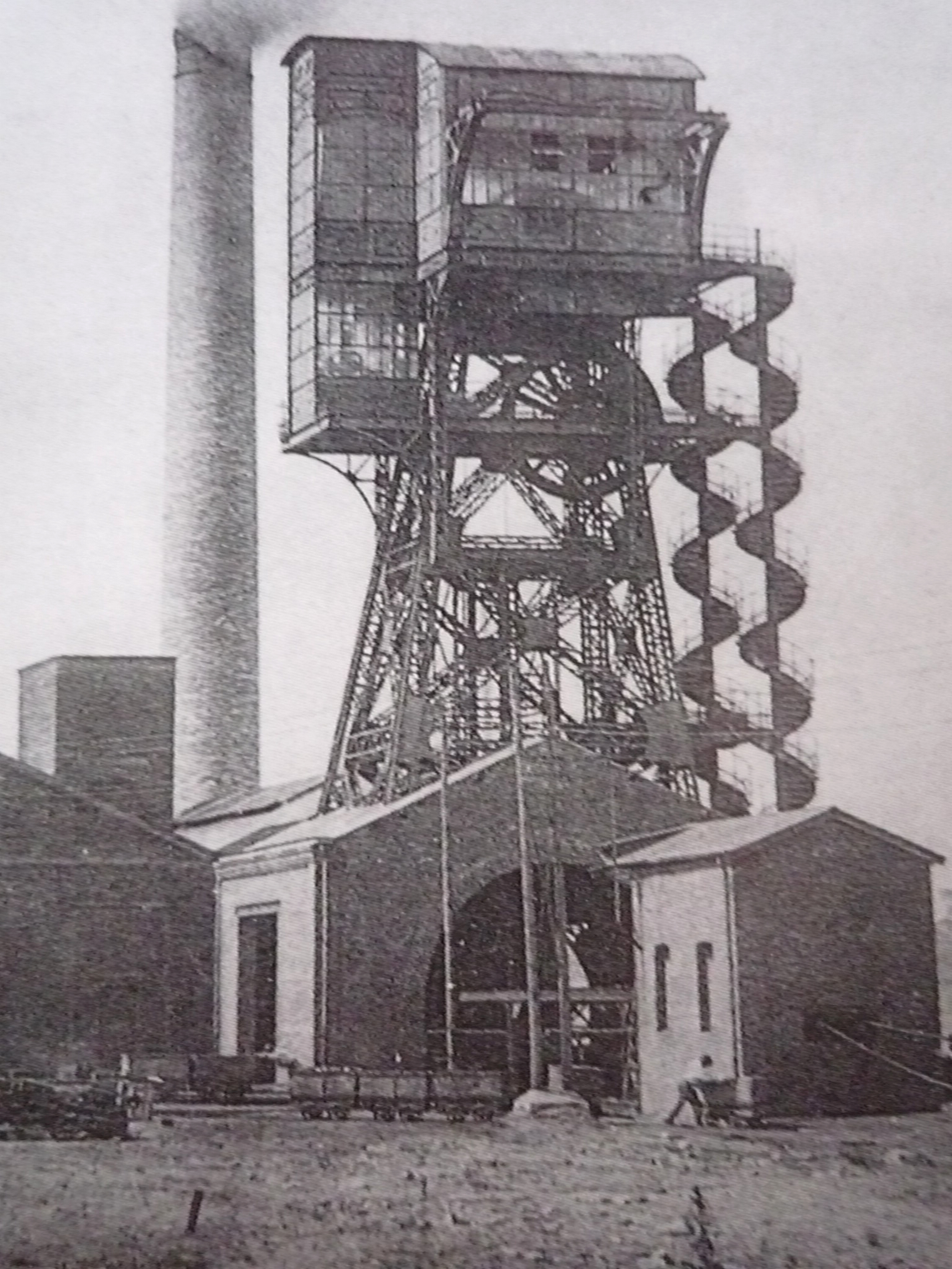
Le chevalement du puits no 2.

Les puits nos 2 et 2 bis sont commencés en 1900 à Ligny-les-Aire. Le puits no 2, dit nord, est destiné à l'extraction, il est profond de 270 mètres et a un diamètre de quatre mètres. Il possède deux cuvelages en fonte, le premier de 27 à 95 mètres, et le second de 129 à 177 mètres. Le chevalement, de construction allemande, est une tour qui possède sa machine d'extraction au sommet. La maquette a été présentée à l'Exposition universelle de 1900 à Paris. Le puits no 2 bis, dit sud, est de conception plus habituelle. Il est profond de 126 mètres et a un diamètre de quatre mètres aussi. Son cuvelage est en béton.
La fosse commence à produire en 1904. Bien que les installations aient été modernisées après la nationalisation, le gisement est limité, et la fosse ferme en 1950, ce qui n'est pas sans causer des grèves. Les puits nos 2 et 2 bis, respectivement profonds de 567 et 406 mètres sont remblayés en 1951 et les chevalements détruits la même année.

### Fosseno3
Puits no 3
50° 33′ 24″ N, 2° 21′ 27″ E
1927 - 1950

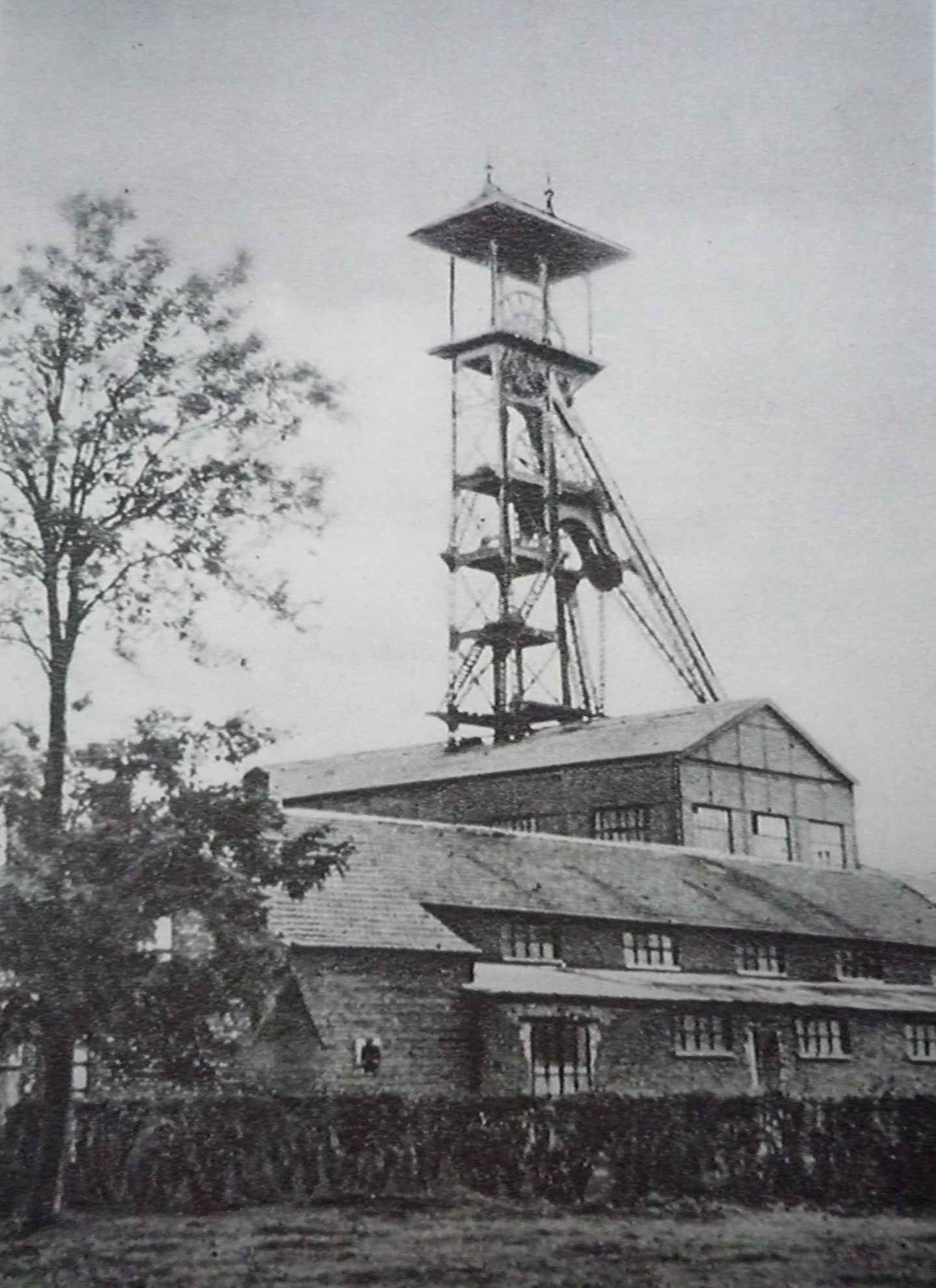
La fosse no 3.

Le puits no 3 est commencé le 1er avril 1927 à Auchy-au-Bois,. Le fonçage est poursuivi jusqu'à la profondeur de 483 mètres, le cuvelage est en béton. L'extraction commence en mai 1929. Après la nationalisation, la production est trop faible. Les fosses nos 3 et 3 bis sont fermées en même temps que la fosse no 2 - 2 bis. Le puits no 3, profond de 481 mètres, est remblayé en 1950.

### Fosseno3 bis
Puits no 3 bis
50° 33′ 21″ N, 2° 22′ 21″ E
1862 - 1950

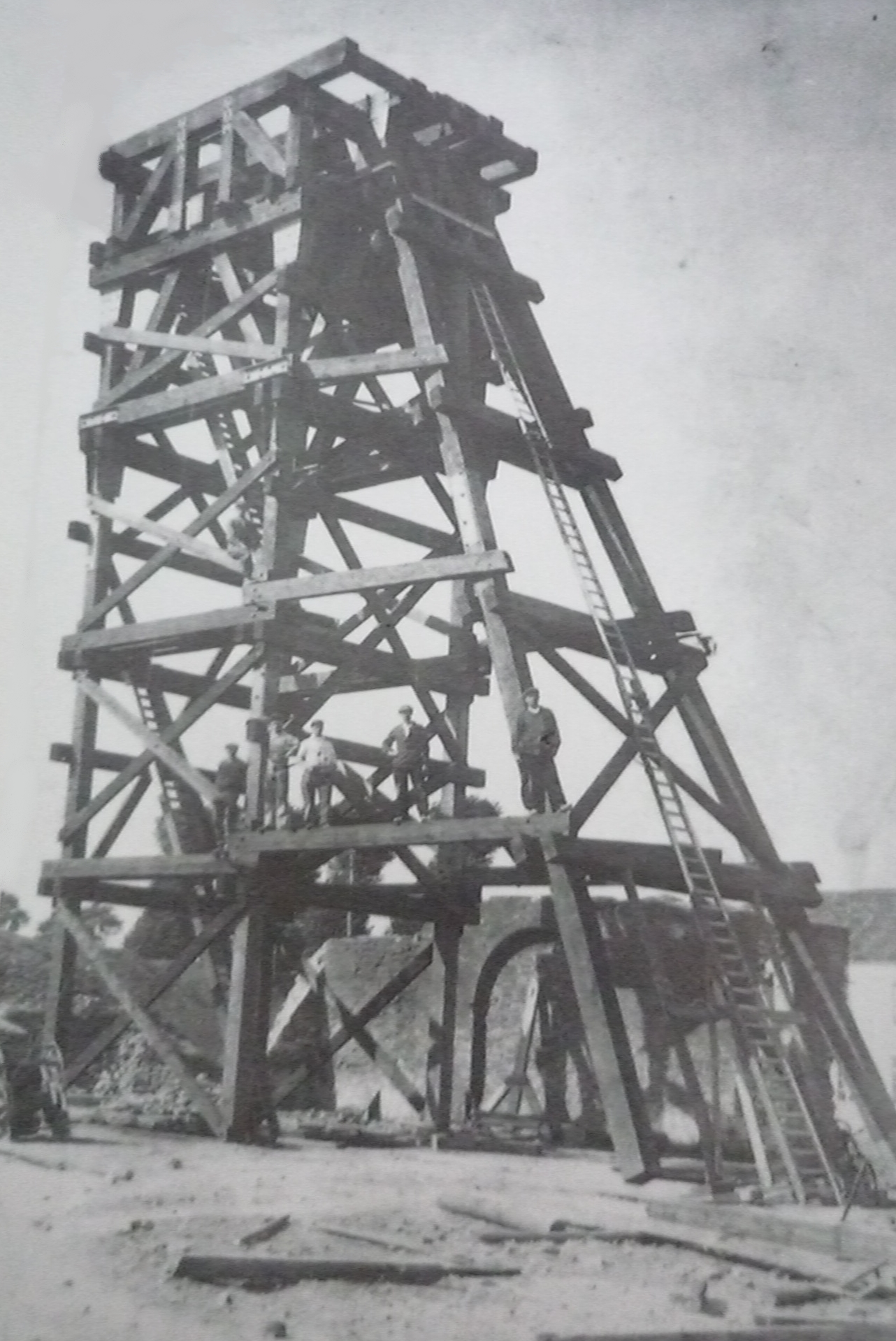
Le chevalement en bois du puits no 3 bis.

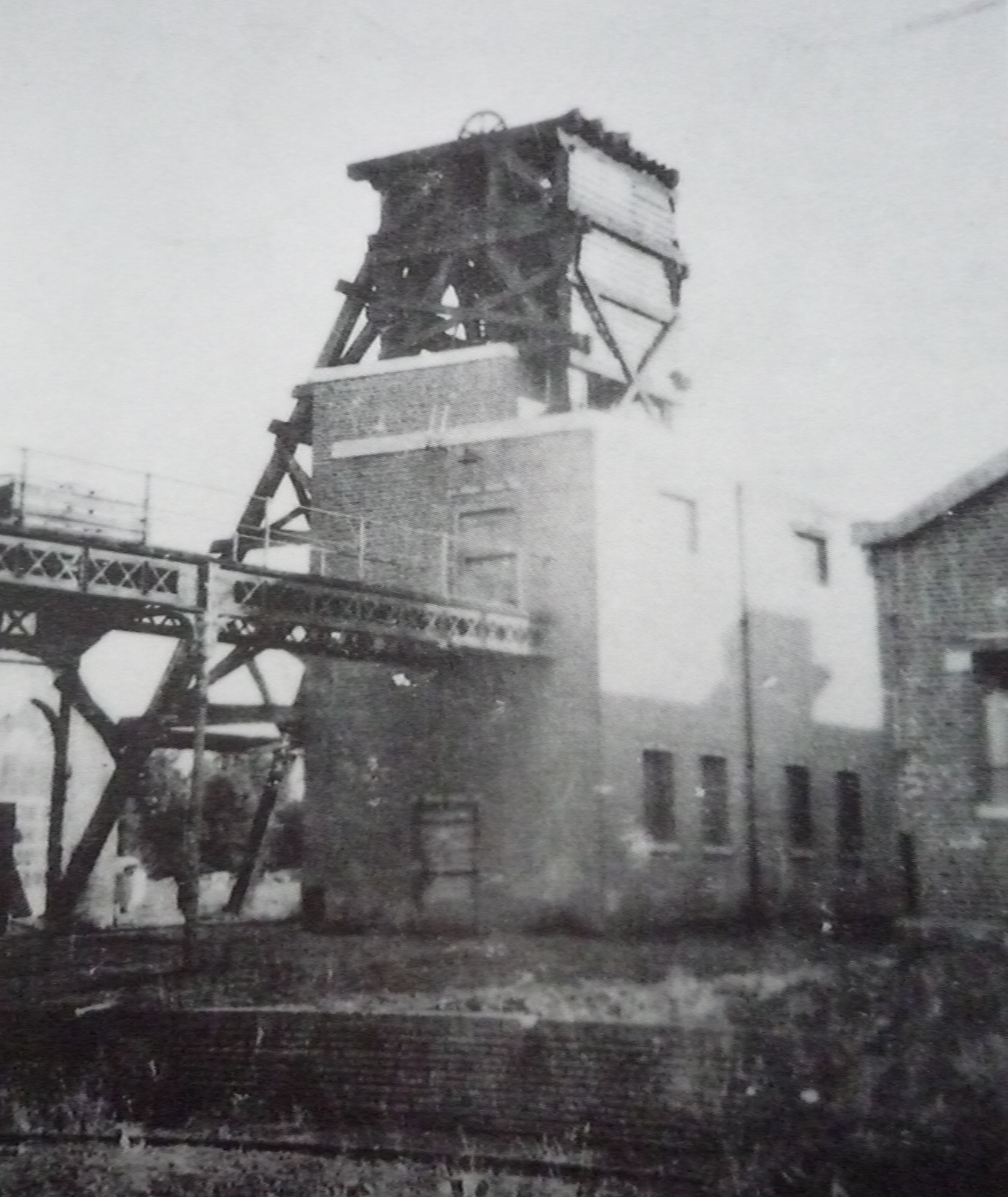
La fosse no 3 bis.

Le puits no 3 bis est remis en service en 1927, il s'agit de l'ancien puits no 2 de la Compagnie des mines d'Auchy-au-Bois creusé en 1862 à Auchy-au-Bois, et à l'abandon depuis 1900. Profond de 431 mètres, il est muni d'un chevalement en bois. Le puits no 3 bis est remblayé en 1950.